# سكلوبية
السكلوبية (الاسم العلمي: Cyclopidae) هي فصيلة من المفصليات تتبع رتبة السكلوبيات من طائفة فكيات الأرجل.

## التصنيف
- السكلوب